# يورتغا
يورتغا هي قرية في مقاطعة نائين، إيران. يقدر عدد سكانها بـ 16 نسمة بحسب إحصاء 2016.